# Максютов, Сергей Павлович
Серге́й Па́влович Максю́тов (1925—1945) — красноармеец Рабоче-крестьянской Красной Армии, участник Великой Отечественной войны, Герой Советского Союза (1945).

## Биография
Сергей Максютов родился 10 апреля 1925 года в городе Керенске (ныне — село Вадинск Вадинского района Пензенской области). После окончания семи классов школы работал в колхозе. В 1943 года Максютов был призван на службу в Рабоче-крестьянскую Красную Армию. С декабря того же года — на фронтах Великой Отечественной войны.
К февралю 1945 года красноармеец Сергей Максютов был понтонёром 18-го отдельного моторизованного понтонно-мостового батальона 3-й понтонно-мостовой бригады 13-й армии 1-го Украинского фронта. Отличился во время освобождения Польши. 3 февраля 1945 года Максютов находился в боевом охранении моста через Одер в районе города Бжег. Обнаружив, что противник попытался на надувных лодках пустить по течению фугасы для подрыва моста, он бросился в воду и задержал их, при этом сам подорвался. Похоронен на берегу Одера к северу от Бжега.
Указом Президиума Верховного Совета СССР от 10 апреля 1945 года за «образцовое выполнение боевых заданий командования на фронте борьбы с немецкими захватчиками и проявленные при этом мужество и героизм» красноармеец Сергей Максютов посмертно был удостоен высокого звания Героя Советского Союза. Также посмертно был награждён орденом Ленина.
В честь Максютова названы улицы в Вадинске и Набережных Челнах.